# Nazionale femminile di rugby a 7 dell'Italia
La nazionale di rugby a 7 femminile dell'Italia è la selezione che rappresenta l'Italia a livello internazionale nel rugby a 7. Sotto la giurisdizione della Federazione Italiana Rugby, partecipa annualmente alle Sevens Grand Prix Series organizzate da Rugby Europe.
Il migliore risultato ottenuto a livello europeo consiste in un 2º posto all'edizione d'esordio nelle Sevens Grand Prix Series del 2004, mentre nell'unica presenza alla Coppa del Mondo di rugby a 7, gestita dall'organismo World Rugby, risalente all'edizione 2009, raggiunse la semifinale per il Bowl.

## Partecipazioni ai principali tornei internazionali

### Coppa del Mondo di rugby a 7
| 2009   | Semifinale bowl | 11°             | 5               | 2               | 3               | 0               |
| 2013   | Non qualificata | Non qualificata | Non qualificata | Non qualificata | Non qualificata | Non qualificata |
| 2018   | Non qualificata | Non qualificata | Non qualificata | Non qualificata | Non qualificata | Non qualificata |
| 2022   | Non qualificata | Non qualificata | Non qualificata | Non qualificata | Non qualificata | Non qualificata |
| Totale | Totale          | 3/8             | 17              | 5               | 11              | 1               |

### Sevens Grand Prix Series
| 2003   | Non iscritta           | Non iscritta | Non iscritta | Non iscritta | Non iscritta | Non iscritta |
| 2004   | Championship (1° div.) | 2° posto     | 6            | 4            | 0            | 2            |
| 2005   | Championship (1° div.) | 6° posto     | 6            | 2            | 0            | 4            |
| 2006   | Championship (1° div.) | 6° posto     | 6            | 3            | 0            | 3            |
| 2007   | Championship (1° div.) | 10° posto    | 6            | 1            | 1            | 4            |
| 2008   | Championship (1° div.) | 6° posto     | 6            | 4            | 0            | 2            |
| 2009   | Championship (1° div.) | 8° posto     | 6            | 1            | 0            | 5            |
| 2010   | Championship (1° div.) | 4° posto     | 6            | 3            | 1            | 2            |
| 2011   | Championship (1° div.) | 8° posto     | 7            | 3            | 0            | 4            |
| 2012   | Championship (1° div.) | 12° posto    | 13           | 5            | 1            | 7            |
| 2013   | Championship (1° div.) | 6° posto     | 14           | 7            | 0            | 7            |
| 2014   | Championship (1° div.) | 7° posto     | 12           | 2            | 0            | 10           |
| 2015   | Championship (1° div.) | 8° posto     | 11           | 3            | 0            | 8            |
| 2016   | Championship (1° div.) | 7° posto     | 10           | 5            | 1            | 4            |
| 2017   | Championship (1° div.) | 9° posto     | 12           | 3            | 0            | 9            |
| 2018   | Championship (1° div.) | 9° posto     | 11           | 5            | 0            | 6            |
| 2019   | Championship (1° div.) | 9° posto     | 11           | 4            | 0            | 7            |
| 2021   | Non iscritta           | Non iscritta | Non iscritta | Non iscritta | Non iscritta | Non iscritta |
| 2022   | Trophy (2° div.)       | 12° posto    | 12           | 10           | 0            | 2            |
| 2023   | Championship (1° div.) | 9° posto     | 10           | 5            | 0            | 5            |
| 2024   | Championship (1° div.) | 9° posto     | 10           | 4            | 0            | 6            |
| 2025   | Championship (1° div.) | 11° posto    | 10           | 1            | 0            | 9            |
| Totale | Totale                 | Totale       | 185          | 75           | 4            | 106          |

## Statistiche

### Testa a testa con altre nazionali
Aggiornato al 29 giugno 2025
| Nazionale          | P   | W  | T | L   | %W     | PF   | PG   | PD   |
| ------------------ | --- | -- | - | --- | ------ | ---- | ---- | ---- |
| Belgio             | 10  | 7  | 0 | 3   | 70%    | 156  | 102  | +54  |
| British Lions      | 1   | 0  | 0 | 1   | 0%     | 12   | 14   | -2   |
| Cina               | 1   | 0  | 0 | 1   | 0%     | 0    | 28   | -28  |
| Colombia           | 1   | 1  | 0 | 0   | 100%   | 17   | 5    | +12  |
| Croazia            | 2   | 2  | 0 | 0   | 100%   | 24   | 10   | +14  |
| Danimarca          | 2   | 2  | 0 | 0   | 100%   | 74   | 10   | +64  |
| Finlandia          | 5   | 5  | 0 | 0   | 100%   | 156  | 19   | +137 |
| Francia            | 17  | 1  | 1 | 15  | 5.88%  | 56   | 430  | -374 |
| Galles             | 8   | 5  | 0 | 3   | 62.5%  | 118  | 90   | +28  |
| Germania           | 9   | 6  | 0 | 3   | 66.67% | 175  | 76   | +99  |
| Georgia            | 1   | 1  | 0 | 0   | 100%   | 19   | 0    | +19  |
| Giappone           | 1   | 0  | 0 | 1   | 0%     | 0    | 31   | -31  |
| Cina               | 1   | 0  | 0 | 1   | 0%     | 12   | 20   | -8   |
| Regno Unito        | 4   | 0  | 0 | 4   | 0%     | 20   | 131  | -111 |
| Inghilterra        | 11  | 1  | 1 | 9   | 9.09%  | 82   | 328  | -246 |
| Irlanda            | 14  | 2  | 1 | 11  | 14.29% | 134  | 318  | -184 |
| Kenya              | 1   | 1  | 0 | 0   | 100%   | 26   | 7    | +19  |
| Lituania           | 2   | 2  | 0 | 0   | 100%   | 67   | 7    | +60  |
| Moldavia           | 4   | 4  | 0 | 0   | 100%   | 103  | 0    | +103 |
| Norvegia           | 2   | 2  | 0 | 0   | 100%   | 85   | 7    | +78  |
| Nuova Zelanda      | 1   | 0  | 0 | 1   | 0%     | 0    | 45   | -45  |
| Paesi Bassi        | 16  | 3  | 0 | 13  | 18.75% | 99   | 399  | -300 |
| Papua Nuova Guinea | 1   | 0  | 0 | 1   | 0%     | 5    | 12   | -7   |
| Polonia            | 9   | 2  | 0 | 7   | 22.22% | 89   | 242  | -153 |
| Portogallo         | 20  | 10 | 1 | 9   | 50%    | 303  | 287  | +16  |
| Rep. Ceca          | 3   | 2  | 0 | 1   | 66.67% | 64   | 28   | +36  |
| Romania            | 3   | 3  | 0 | 0   | 100%   | 83   | 21   | +62  |
| Russia             | 15  | 0  | 0 | 15  | 0%     | 45   | 494  | -449 |
| Scozia             | 6   | 2  | 0 | 4   | 33.33% | 113  | 96   | +17  |
| Spagna             | 14  | 1  | 0 | 13  | 7.14%  | 46   | 383  | -337 |
| Sudafrica          | 2   | 1  | 0 | 1   | 50%    | 20   | 22   | -2   |
| Svezia             | 13  | 7  | 1 | 5   | 53.85% | 197  | 171  | +26  |
| Svizzera           | 3   | 3  | 0 | 0   | 100%   | 67   | 24   | +43  |
| Thailandia         | 1   | 1  | 0 | 0   | 100%   | 17   | 0    | +17  |
| Turchia            | 5   | 5  | 0 | 0   | 100%   | 97   | 37   | +60  |
| Ucraina            | 8   | 7  | 0 | 1   | 87.5%  | 155  | 72   | +83  |
| Uganda             | 1   | 1  | 0 | 0   | 100%   | 12   | 7    | +5   |
| Totale             | 218 | 90 | 5 | 123 | 41.28% | 2748 | 2963 | -215 |